# ARM Neoverse
L'ARM Neoverse és un grup de nuclis de processador ARM de 64 bits amb llicència d'Arm Holdings. Els nuclis estan pensats per a centre de dades, informàtica de punta i ús informàtic d'alt rendiment. El grup està format per ARM Neoverse V-Series, ARM Neoverse N-Series i ARM Neoverse E-Series.

## Neoverse V-Series
Els processadors Neoverse V-Series estan destinats a la informàtica d'alt rendiment.

### Neoverse V1
Neoverse V1 (anomenat en codi Zeus) es deriva del Cortex-X1 i implementa el conjunt d'instruccions ARMv8.4-A i alguna part d'ARMv8.6-A. Va ser anunciat oficialment per Arm el 22 de setembre de 2020. Es diu que es realitza inicialment amb un procés de 7 nm de TSMC. Un dels canvis de l'X1 és que admet SVE 2x256-bit.
Segons The Next Platform, l'AWS Graviton3 es basa en el Neoverse V1.

### Neoverse V2
Neoverse V2 (anomenat codi Demeter) es deriva de l'ARM Cortex-X3 i implementa el conjunt d'instruccions ARMv9.0-A. Va ser anunciat oficialment per Arm el 14 de setembre de 2022. La CPU NVIDIA Grace utilitza Neoverse V2.
Canvis notables del Neoverse V1:
- Capacitat BTB: 12K entrades
- Predictor TAGE: 8-taula
- memòria cau de microoperacions: 1536 entrades (reduïdes per a l'eficiència)
- Amplada de descodificació: 6
- Canviar el nom/amplada d'enviament: 8
- ROB: 320 entrada
- Ports d'execució: 15
- Memòria cau L2: 1024-2048 kB per nucli
- Interconnexió de malla CMN-700
  - Fins a 256 nuclis per matriu
  - Fins a 512 MB SLC
  - Ample de banda de fins a 4 TB/s

### Neoverse V-Next
Neoverse V-Next, presumiblement V3, (nom en codi Poseidon ) va ser burlat per Arm juntament amb els anuncis V2 i E2. Està dirigit a sistemes com DDR5, PCIe gen6 i CXL 3.0.

### Neoverse N-Series
Els processadors Neoverse N-Series estan pensats per a l'ús bàsic del centre de dades.

#### Neoverse N1
El 20 de febrer de 2019, Arm va anunciar la microarquitectura Neoverse N1 (anomenada en codi Ares ) derivada del Cortex-A76 redissenyada per a aplicacions d'infraestructura/servidor. El disseny de referència admet fins a 64 o 128 nuclis Neoverse N1.
Canvis notables del Cortex-A76:
- Caché I i memòria cau D coherents amb ús LD de 4 cicles
- Memòria cau L2: 512–1024 kB per nucli
- Interconnexió de malla en lloc d'1 a 4 nuclis per clúster

Neoverse N1 implementa el conjunt d'instruccions ARMv8.2-A.
Les plataformes de CPU Ampere Altra (2 sòcols de 80 nuclis) i AWS Graviton2 (64 nuclis) es basen en nuclis Neoverse N1 i es van llançar el 2020.

#### Neoverse N2
El Neoverse N2 (anomenat en codi Perseus ) es deriva del Cortex-A710 i implementa el conjunt d'instruccions ARMv9.0-A. Va ser anunciat oficialment per Arm el 22 de setembre de 2020. El 28 d'agost de 2023, Arm va anunciar el Neoverse CSS N2 (Genesis), una implementació de subsistema de CPU personalitzable per Arm per reduir el temps de comercialització dels clients.
Canvis notables del Neoverse N1:
- Capacitat BTB: 8K entrades
- memòria cau de microoperacions: 1536 entrades
- Canviar el nom/amplada d'enviament: 5
- ROB: 160+ entrada
- Profunditat de la canonada: 10 cicles
- Ports d'execució: 13
- Suport SVE2
- Interconnexió de malla CMN-700

#### Neoverse N-Next
Neoverse N-Next, presumiblement N3, va ser burlat per Arm juntament amb els anuncis V2 i E2. Està dirigit a sistemes com DDR5, PCIe gen6 i CXL 3.0.

### Neoverse E-Series
Els processadors Neoverse E-Series estan pensats per a la informàtica de punta. Estan dissenyats per augmentar el rendiment de dades amb un consum d'energia reduït.

#### Neoverse E1
Neoverse E1 es deriva del Cortex-A65AE i implementa el conjunt d'instruccions ARMv8.2-A. És compatible amb SMT.

#### Neoverse E2
Neoverse E2 es deriva del Cortex-A510 i implementa el conjunt d'instruccions ARMv9-A.

#### Neoverse E-Next
Neoverse E-Next, presumiblement E3, va ser burlat per Arm juntament amb els anuncis V2 i E2. Està dirigit a sistemes com DDR5, PCIe gen6 i CXL 3.0.

## Rendiment teòric de multiplicació matricial
|                               | INT8 | BF16 | FP32 | FP64 |
| ----------------------------- | ---- | ---- | ---- | ---- |
| Neoverse N1                   | 64   | 32   | 16   | 8    |
| Neoverse N2                   | 128  | 64   | 16   | 8    |
| Neoverse V1                   | 256  | 128  | 32   | 16   |
| Intel Xeon SP de 3a generació | 256  | -    | 64   | 32   |
| Intel Xeon SP de 4a generació | 2048 | 1024 | 64   | 32   |

## Successors
Amb el nom de codi Poseidon, un successor de Neoverse V1 (també conegut com Zeus) va ser esmentat públicament per primera vegada a TechCon 2018. La introducció real (utilitzada per dissenyadors de xips de tercers en els seus productes) es va donar en forma d'una data objectiu aproximada del 2021. Es diu que el seu procés de realització inicial és de 5 nm per TSMC.